# Mazapiltepec de Juárez
Mazapiltepec de Juárez (del nahuatl: mazatl; pil; tepetl ‘venado; afabilidad, regalo, ternura; cerro’‘En el cerro del cervatillo’) es una población del estado mexicano de Puebla. Fue fundado en 1906 y es cabecera del municipio de Mazapiltepec de Juárez.